# Ian Subiabre
Ian Martín Subiabre (Comodoro Rivadavia, 1º gennaio 2007) è un calciatore argentino, attaccante del River Plate.

## Biografia
Ha origini cilene tramite i nonni paterni.

## Carriera

### Club
È cresciuto nel settore giovanile del CAI, per poi passare stabilmente al River Plate nel 2022, dopo avervi militato per un breve periodo nel 2015. Nel novembre del 2023 ha firmato il suo primo contratto professionistico ed il 1º febbraio 2024 ha debuttato in prima squadra nell'incontro di Copa de la Liga Profesional vinto 2-0 contro il Barracas Central. Ha segnato il suo primo gol il 30 marzo 2025 nella partita pareggiata 2-2 contro il Rosario Central.

### Nazionale
Ha giocato nella nazionale cilena Under-17.
Nel 2023 con la Argentina Under-17 ha partecipato al campionato sudamericano ed al campionato mondiale.
Nel 2025 con l'Under-20 ha partecipato al campionato sudamericano.

## Statistiche

### Presenze e reti nei club
Statistiche aggiornate al 19 luglio 2025.
| Stagione        | Squadra         | Campionato      | Campionato | Campionato | Coppe nazionali | Coppe nazionali | Coppe nazionali | Coppe continentali | Coppe continentali | Coppe continentali | Altre coppe | Altre coppe | Altre coppe | Totale | Totale | Totale |
| Stagione        | Squadra         | Comp            | Pres       | Reti       | Comp            | Pres            | Reti            | Comp               | Pres               | Reti               | Comp        | Pres        | Reti        | Pres   | Reti   |        |
| --------------- | --------------- | --------------- | ---------- | ---------- | --------------- | --------------- | --------------- | ------------------ | ------------------ | ------------------ | ----------- | ----------- | ----------- | ------ | ------ | ------ |
| 2024            | River Plate     | PD              | 1          | 0          | CA+CdL          | 0+2             | 0               | CL                 | 1                  | 0                  | SA          | -           | -           | 4      | 0      |        |
| 2025            | River Plate     | PD              | 9          | 1          | CA              | 1               | 0               | CL                 | 3                  | 0                  | SI+CmC      | 0           | 0           | 13     | 1      |        |
| Totale carriera | Totale carriera | Totale carriera | 10         | 1          |                 | 3               | 0               |                    | 4                  | 0                  |             | 0           | 0           | 17     | 1      |        |